# گاو-هپنهایم
گاو-هپنهایم (به آلمانی: Gau-Heppenheim) یک شهر در آلمان است که در آلزی-ورمز واقع شده‌است. گاو-هپنهایم ۵۴۵ نفر جمعیت دارد.